# United States Marine Corps Forces Special Operations Command
Le United States Marine Corps Forces Special Operations Command (MARSOC) est une composante du United States Special Operations Command. Il est l'héritier des unités de reconnaissance de l'USMC, les Force Reconnaissance Companies (Force Recon), créées à la suite de la guerre de Corée.

## Historique
Créé le 24 février 2006, le MARSOC est aussi bien compétent en matière de reconnaissance spéciale, d'actions directes que d'assistance militaire. Basé à Camp Lejeune en Caroline du Nord, son commandant en chef est le Major General Carl E. Mundy III.
En juin 2015, ses commandements subordonnés sont officiellement renommés Marine Raiders, en l'honneur des fameux Marine Raiders de la Seconde Guerre mondiale. Cependant, la lignée officielle et l'héritage de ces derniers restent au sein du 4e régiment de Marines. 

## Unités du MARSOC
Son organigramme en 2018 est le suivant :
- État-major
- Marine Raider Regiment (MRR)
  - Headquarters Company
  - 1st Marine Raider Battalion (MRB), aligné sur le Pacific Command (PACOM)
  - 2nd Marine Raider Battalion, aligné sur le Central Command (CENTCOM)
  - 3rd Marine Raider Battalion, aligné sur l'Africa Command (AFRICOM)

Les MRB sont organisés en quatre Marine Special Operations Companies (MSOC, qui regroupent elles-mêmes quatre Marine Special Operations Teams [MSOT]) et une cellule d'entraînement.
- Marine Raider Support Group (MRSG)
  - 1st Marine Raider Support Battalion (MRSB)
    - Communications Company
    - Intelligence Company
    - Logistics Company

  - 2nd Marine Raider Support Battalion
  - 3rd Marine Raider Support Battalion
- Marine Raider Training Center